# 도시 지역

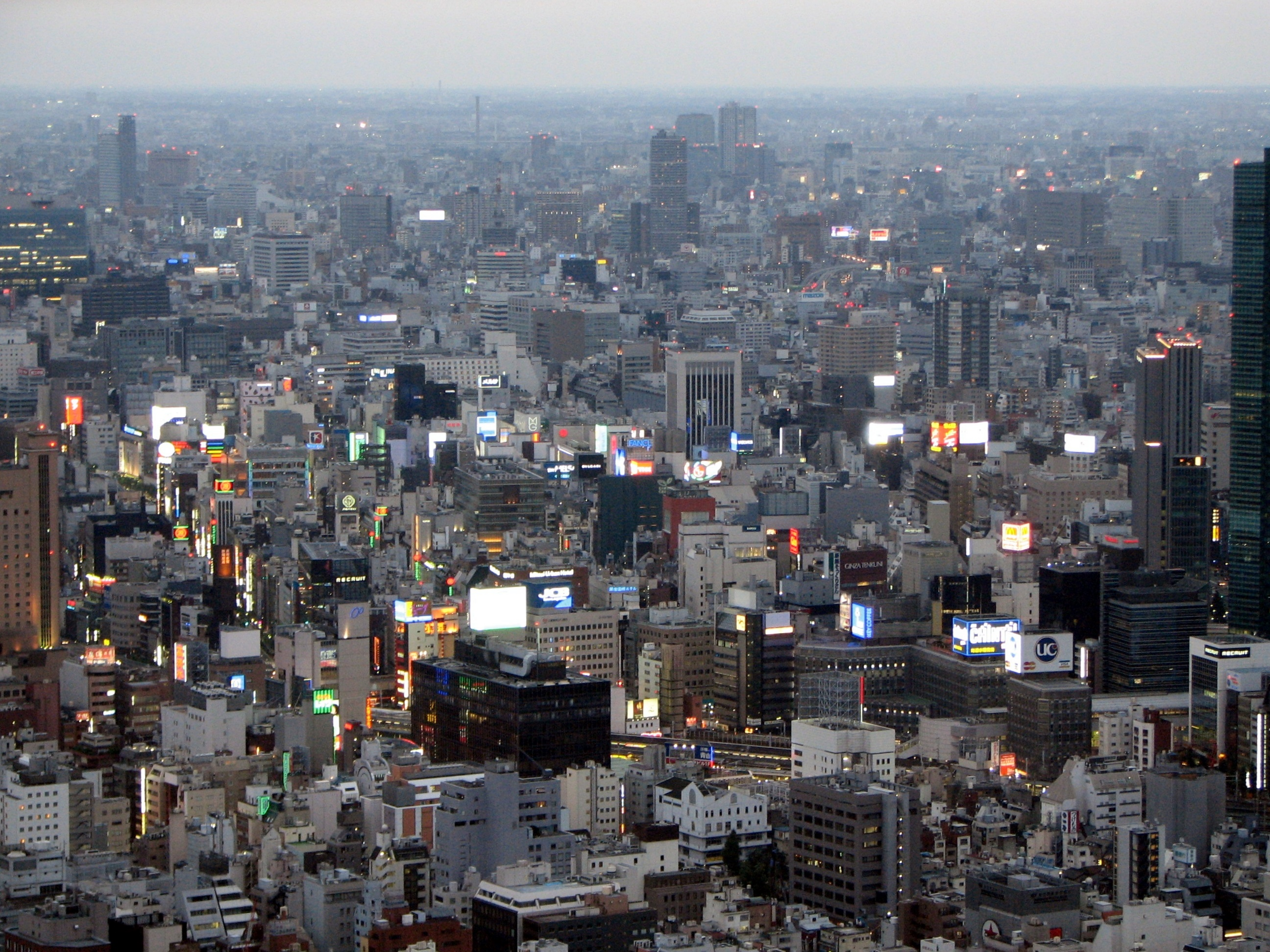

도시 지역(都市地域)은 일반적으로 핵이 되는 도시와 그 영향을 받는 지역(주변 지역, 교외)을 한 덩어리로 한 지역의 집합체로, 행정 구분을 넘어 광역적인 사회·경제적 연계를 가진 지역 구분을 가리킨다. 수도의 도시권인 수도권은 이에 속한다.
도시 지역은 인구 밀도가 높고 건축 환경 기반 시설을 갖춘 인간 거주지이다. 이는 인구가 50,000명 이상인 경우 미국 대도시 통계 지역의 핵심이다. 도시 지역은 도시화를 통해 발생하며 연구자들은 이를 도시, 마을, 교외 지역 또는 교외로 분류한다. 도시주의에서 "도시 지역"이라는 용어는 마을이나 작은 마을과 같은 농촌 지역과 대조된다. 도시 사회학이나 도시 인류학에서는 자연 환경과 대조된다.
기원전 4천년 도시 혁명 당시 근대 도시 지역의 초기 발전은 인류 문명의 형성으로 이어졌고, 궁극적으로 현대 도시 계획이 탄생했으며, 이는 천연 자원 개발과 같은 인간 활동과 함께 인류에게 영향을 미쳤다.

## 같이 보기
- 도시화
- 역도시화
- 이촌향도
- 교외화
  - 도시권
  - 도시의 확산
    - 수도권
    - 위성도시
- 도시 인구에 따른 나라 목록